# Chrysops zinzalus
Chrysops zinzalus är en tvåvingeart som beskrevs av Philip 1942. Chrysops zinzalus ingår i släktet Chrysops och familjen bromsar. Inga underarter finns listade i Catalogue of Life.